# Paris, Illinois
Paris là một thành phố thuộc quận Edgar, tiểu bang Illinois, Hoa Kỳ. Năm 2010, dân số của thành phố này là 8837 người.

## Dân số
Dân số qua các năm:
- Năm 2000: 9077 người.
- Năm 2010: 8837 người.